# Вулиця Леоніда Каденюка (Конотоп)
Ву́лиця Леоніда Каденюка — вулиця міста Конотоп Сумської області. Розташована в мікрорайоні Сім Вітрів.

## Назва
На честь Каденюк Леонід Костянтинович, першого астронавта незалежної України.

## Історія
Перша відома назва — «вулиця Гагаріна» на честь радянського космонавта Юрія Олексійовича Гагаріна. Улітку 2023 р. перейменована в рамках кампанії деколонізації, спричиненої російським вторгненням в Україну.